# Claudio Barbier

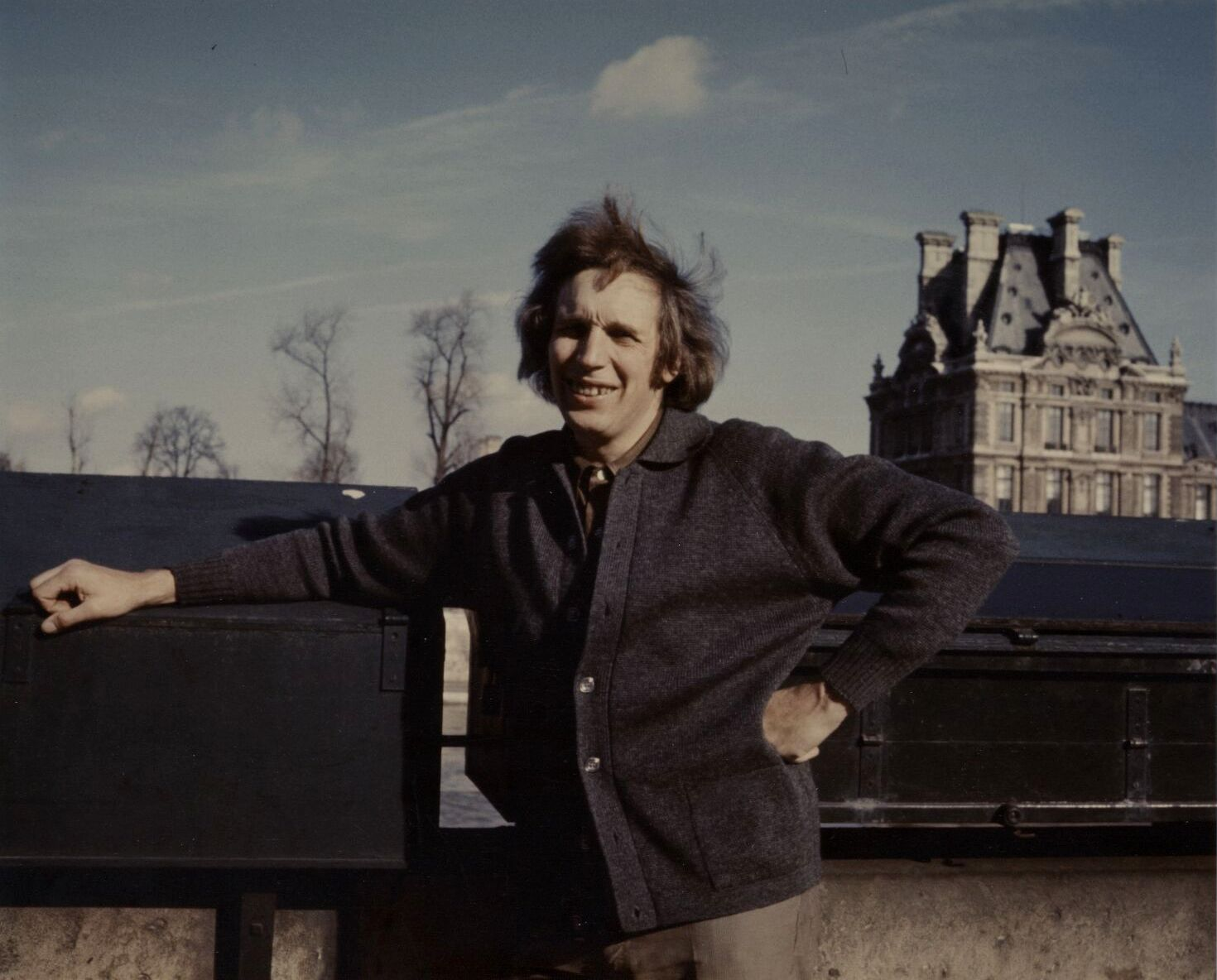
Claudio Barbier im Frühjahr 1977

Claudio Barbier, eigentlich Claude Barbier (* 7. Januar 1938 in Etterbeek, Belgien; † 27. Mai 1977 in Yvoir, Belgien) war ein belgischer Kletterer. Er war bekannt als Vorkämpfer des Freikletterns sowie für seine Solobegehungen schwerster Kletterrouten in den Dolomiten.

## Leben
Claude Barbier war einziges Kind einer französischsprachigen Familie aus dem wohlhabenden Bürgertum. Weil sein Vater erst in Gent und später in Brüssel arbeitet, verbrachte er seine Kindheit und Jugend im Niederländisch sprechenden Teil Belgiens. Claude war ein exzellenter Schüler, empfand es jedoch als Verletzung seiner Persönlichkeit, in niederländischer Sprache lernen zu müssen. Die Schulausbildung der Sekundarstufe II absolvierte er im altsprachlichen Zug (Latein und Griechisch) zweier katholischer Gymnasien (collèges catholiques), wobei das Erste von Benediktinern und das Zweite von Jesuiten geführt wurde. Er wurde zweimal der Schule verwiesen, einmal weil er mit Victor Hugo einen „falschen“ Autor las und einmal wegen rebellischen Verhaltens.
Die Schulferien verbrachte Claude Barbier mit den Eltern häufig in den Alpen. Sie waren 1949 in Österreich, 1953 in den französischen Alpen, (Vanoise) und 1954 in den Berner Alpen. In diesen Urlauben machte er alleine und mit Bergführern erste Bergtouren. 1955 verbrachte die Familie den Urlaub in dem Dolomitenort Cortina d’Ampezzo. Dort unternahm er mit Lino Lacedelli als Führer mehrere Klettertouren, woraus sich zwischen den beiden eine langjährige Freundschaft entwickelte. Nach seiner Rückkehr nach Belgien trat er dem Belgischen Alpenverein bei und ging an den belgischen Felsen zum Klettern, wie zum Beispiel an denen bei Freÿr.
Barbier verzichtete auf ein Universitätsstudium, um sich ganz dem Bergsport zu widmen. Er arbeitete kurz als Büroangestellter, kündigte aber schnell wieder. Er lebte von Gelegenheitsarbeiten und von der Restauration alter Bücher aus dem Antiquariat. Um seinen Sport unabhängig nachgehen zu können, verzichtete er auf Sponsorenverträge. Als Folge verfügte er sein ganzes Leben lang nur über sehr begrenzte finanzielle Mittel.
Mit der Zeit distanzierte sich Barbier von den Ansichten des Belgischen Alpenvereins. Er kritisierte dessen Handeln als „entschieden konservativ und eher verwaltungstechnisch als sportlich“.  Darüber hinaus befürchtete er die Übernahme der Belgischen  Bergsteiger- und Kletteraktivitäten durch das Ministerium für Sport. Darum gründete er 1969 die Groupement Belge d'Alpinistes (G.B.A.), die er als belgisches Gegenstück zur renommierten französischen Groupe de Haute Montagne (G.H.M.) etablieren wollte.
Am 27. Mai 1977 stürzte Barbier bei Yvoir im Maastal tödlich ab, als er einen Felsen für eine Kletterroute von Erde und Vegetation reinigen wollte. Jahre nach seinem Tod veröffentlichte seine damalige Partnerin, Anna Lauwaert, ein Buch über Barbiers Leben. In Bezug auf Persönlichkeit und Erfahrung vergleicht ihn Anna Lauwaert mit dem Bergsteiger Gary Hemming. Auch Barbier war für seinen schwierigen Charakter bekannt und geriet häufig mit seinen Kletterpartnern in Streit. Lauwaert ist der Meinung, dass Barbiers Wesen zwischen zwei Extremen hin- und hergerissen wurde. Er war einerseits mürrisch und verschlossen und neigte zu unmotivierten Wutausbrüchen. Andererseits beneidete er wohl andere um ihre Vertrautheit und schien ein Bedürfnis nach Liebe und Wertschätzung gehabt zu haben. Er war zu großen Gefühlsausbrüchen fähig, die ihn bei seinen Freunden beliebt machten.

## Alpinismus

### Anfänge

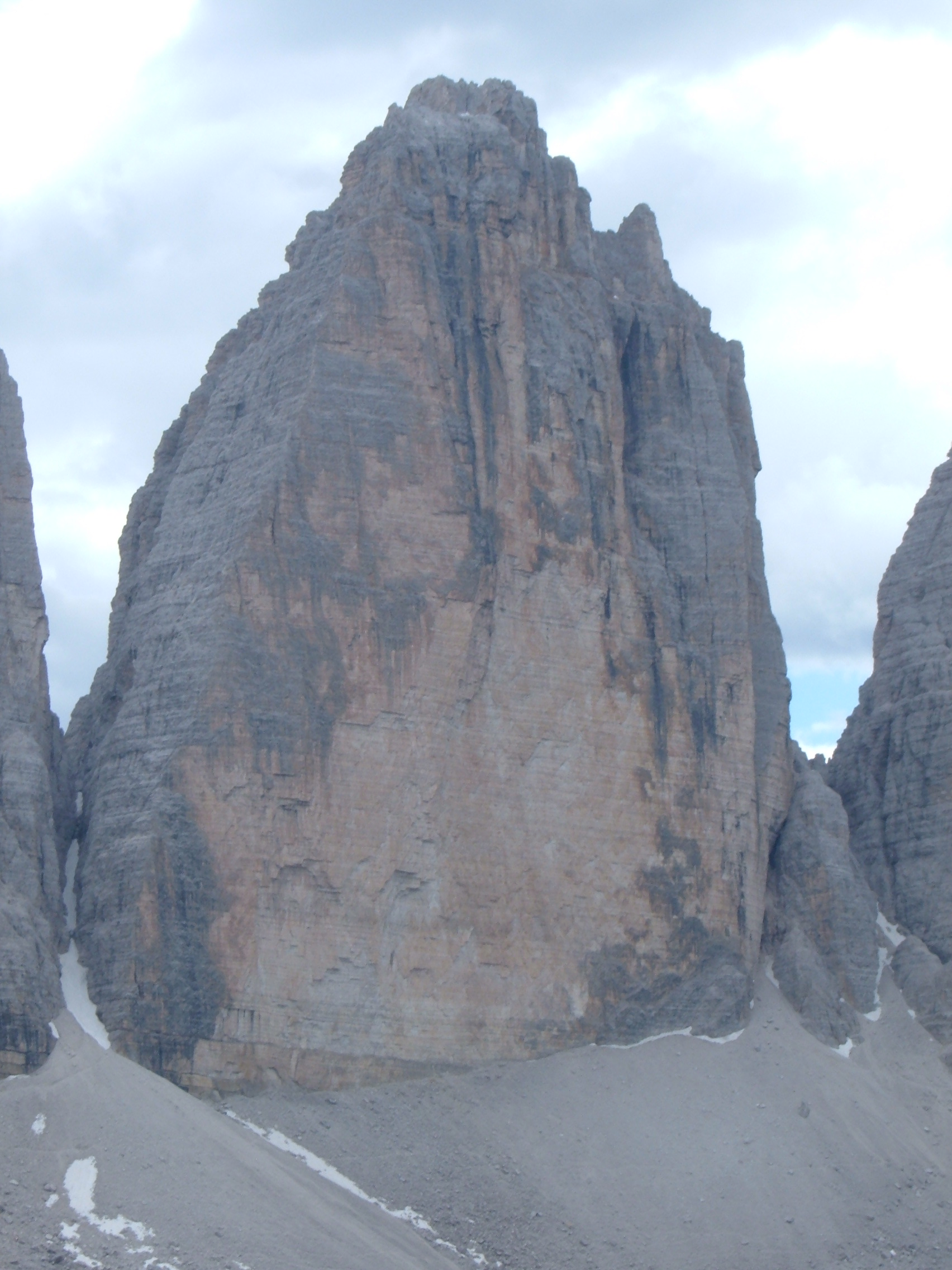
Große Zinne Nordwand

Nach den Sommerferien 1955 begann Barbier seine Kletterkarriere in den belgischen Klettergebieten. Er war kein Naturtalent dem das Klettern leicht fiel. Er hatte einen kompakten, etwas zu schweren Körperbau und litt beim Klettern unter Panikattacken. Trotz wiederholter Stürze, über die er detailliert Buch führte, macht er auf Grund seiner Hartnäckigkeit rasch Fortschritte. Er klettert das ganze Jahr über und wiederholte unermüdlich sehr viele Routen in den belgischen Felsen. So arbeitete er sich innerhalb eines Jahres von kurzen Routen des Schwierigkeitsgrads III, die er als Seilzweiter nachstieg, zu längeren Routen im VI. Grad hoch, die er als Seilerster vorstieg.
Im Sommer 1956 wiederholte er 12 bekannte Kletterrouten in den Dolomiten, darunter die berühmte „Comici“ an der Großen Zinne. 1957 machte er bereits seine ersten Solobegehungen in den Dolomiten. In der Civetta kletterte er die „Andrich-Faè“ am Campanile di Brabante.

### Große Erfolge
Die von Barbier wiederholten beziehungsweise erstbegangenen Routen brachten ihn in die Spitze der besten und erfolgreichsten Kletterer seiner Zeit. Vor allem in den Dolomiten kletterte Barbier in den folgenden Jahren in den Gebieten Civetta, Brenta, Lagazuoi sowie Marmolata und Sella. Er war sowohl alleine unterwegs, kletterte aber auch mit den damals besten Bergsteigern wie Chris Bonington, Dietrich Hasse, Toni Hiebeler, Reinhold Messner, Leo Schlömmer oder Lionel Terray sowie mit Yvette und Michel Vaucher. Er beging Routen der höchsten Kletter-Schwierigkeit und wurde so ein fester Bestandteil der italienischen Dolomiten-Kletterszene. Die italienischen Kletterer wertschätzten seine zahlreichen Wiederholungen schwerster Routen und seine Erstbegehungen und bewunderten seine Klettertechnik, seine Kühnheit sowie seine außergewöhnlich schnellen Begehungszeiten. Sie verstanden und anerkannten ihn und nahmen ihn als einen der ihren auf. Sie hatten jedoch Schwierigkeiten das stumme „e“ in Barbiers Vornamen „Claude“ auszusprechen und italienisierten ihn zu „Claudio“. Diesen Vornamen führte er fortan.

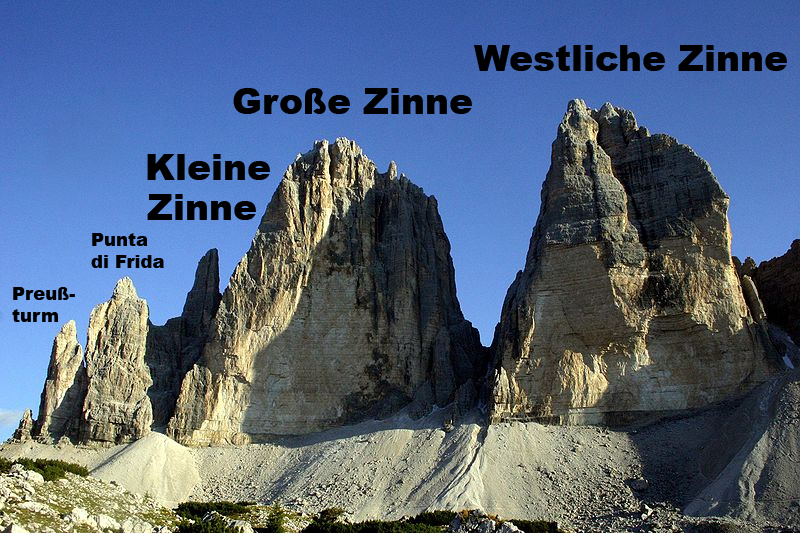
Die Drei Zinnen von Norden

Mit 23 Jahren, war er endgültig in der Spitze der besten Kletterer angekommen. Barbier war an die Drei Zinnen gefahren, um als erster die „Hasse-Brandler“ an der Großen Zinne solo zu begehen. Dann musste er erfahren, dass der Tiroler Karl Flunger ihm diese Begehung „weggeschappt“ hatte. Also musste ein anderer Plan umgesetzt werden. Am 24. August 1961 klettert er an einem Tag (in 13:25 h) im Alleingang durch alle fünf Nordwände der Drei Zinnen: die Cassin-Route an der Westlichen Zinne, die Comici-Route an der Großen Zinne, den Preuss-Riss an der Kleinsten Zinne (Preussturm), die Dülfer-Route an der Punta di Frida und den Innerkofler-Weg an der Kleinen Zinne.
Im selben Jahr machte er unter anderem die erste Alleinbegehung der Andrich-Faè-Route an der Punta Civetta und die erste Alleinbegehung der Carlesso-Route am Torre di Valgrande sowie die erste Wiederholung der Livanos-Route am Castello della Busazza und mit Ernst Steger die erste Wiederholung der Philipp-Flamm-Route am Monte Civetta. An der Erstbegehung der Letzten hatte er schon 1957 teilgenommen, musste jedoch in halber Wandhöhe umkehren, um seinen verletzten Kameraden sicher ins Tal zu bringen.

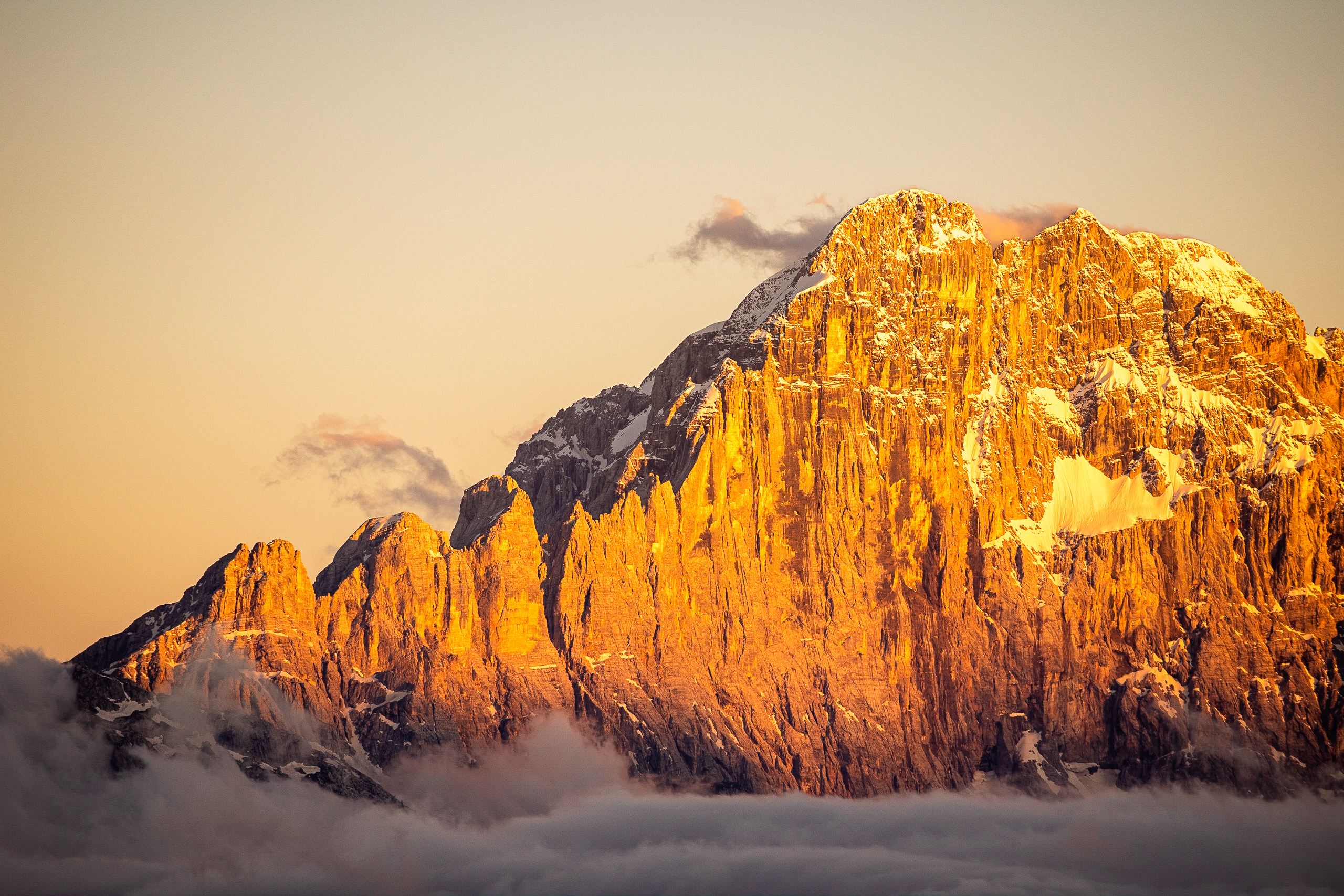
Monte Civetta Nordwestwand

1962 gelang ihm der erste Alleingang der Comici-Route in der Monte Civetta Nordwestwand und 1964 die erste Solobegehung der Detassis-Route an der Cima Tosa (Brenta), sowie die dritte Solobegehung der Nordkante des Monte Agnèr. Zu nennen sind ebenfalls die Eröffnung von sieben neuen Routen in der Fanesgruppe im Jahr 1965, die er mit seinem belgischen, langjährigen Kletterpartner Jean Bourgeois erschloss. In den Westalpen wiederholte er 1968 den „Bonattipfeiler“ an der Aiguille du Dru und 1969 den „Walkerpfeiler“ an den Grandes Jorasses. 1970 kletterte er im Alleingang die Cassin-Route in der Nordostwand des Piz Badile.

### Barbiers Freiklettergedanke
In den 1960er Jahren postulieren Barbier und einige andere Spitzenkletterer einige Grundgedanken des Freikletterns. Nach denen sollten vorhandenen Haken nicht als Griffe verwendet werden, sondern nur der Sicherung dienen. Barbier erweiterte diesen Gedanken. Er schlug vor, diejenigen Haken, die ein Kletterer nicht als Griffe verwenden sollte, gelb anzumalen. Im recht konservativen Belgischen Alpenverein löste der Vorschlag große Diskussionen aus, während er in europäischen (vor allem in belgischen- und französischen) Kletterkreisen großen Anklang fand. Ein „gelbe“ Route (voie jaune) war von da an eine Route die ohne Hakenhilfe zur Fortbewegung begangen werden sollte und eine Route frei klettern hieß sie „gelb“ machen (analog zum heutigen „rotpunkt“ machen).

### Hakenstreit mit Reinhold Messner
Obwohl Messner und Barbier zusammen geklettert waren, besaßen sie zwei diametral gegensätzlichere Charaktere. Messner ist extrovertiert und darauf bedacht, seine Gedanken zu verbreiten. Barbier dagegen ist introvertiert und in der Lage sich mit nur wenigen Freunde auszutauschen. Die Auseinandersetzung zwischen beiden begann, als Barbier, Dietrich Hasse und Heinz Steinkötter vom 21.–31. Juli 1966 die Route Unmittelbare Ostwandüberhänge an der 400 m hohen Cima d’Ambiez erstbegingen. In der Route platzierten sie zur Sicherung und Fortbewegung ungefähr 110 Haken, Holzkeile und Schlingen sowie einen Bohrhaken. Messner erklärte daraufhin, dass diese Route die „Tötung des Drachens im Sinne der Beendigung des Unmöglichen“ sei. Barbier war von der Aussage Messners erschüttert. Als Antwort eröffnete er drei Jahre später am 26. September 1969 die Route Das Leben des Drachen (La via del drago). Die Route durch die 400 m hohe Lagazuoi Westwand, die er mit Carlo Platter und Almo Giambis erstbeging, gilt als „fein ausgetüftelte, frei kletterbare Linie durch die düstere Westwand“. Mit den vom Barbier verwendeten neun Zwischenhaken setzte er ein Zeichen für den gewollten Verzicht auf technische Hilfsmittel und für die Rückkehr zum Freiklettern mit fairen Mitteln.

### Unfall und Tod
Claudio Barbier stürzte am 27. Mai 1977 in den Felsen von Fidevoie in der Nähe von Yvoir im Maastal tödlich ab. Nach dem gefundenen Material zu urteilen, war Barbier alleine gekommen, um einen Teilbereich der Paradou-Wand für eine neue Kletterroute herzurichten. Er kletterte, wie er es schon häufig gemacht hatte, auf einer Höhlenforscherleiter von oben den Felsen hinab. Dabei warf er instabile Steine die Wand hinunter, entfernte störende Vegetation und bürstete die feine staubige Erde von den Felsen. Seine Ausrüstung lag am Wandfuß in seiner Nähe und war intakt. Schlingen zur Befestigung der Leiter oberhalb der Felsen wurden nicht gefunden. Der Unfallhergang ist unerklärlich und lädt noch immer zu Spekulationen ein.